# Servet Çetin

 `
Servet Çetin (né le 17 mars 1981 à Tuzluca, ville de la province d'Iğdır en Turquie) est un footballeur international turc devenu entraîneur.

## Biographie

### Carrière en club
Servet Çetin est formé au club de Kartalspor.
Le 17 mai 1998, à l'âge de 16 ans, il joue son premier match avec l'équipe première de Kartalspor contre Beylerbeyi A.Ş. en Deuxième Division Turque (Lig B), pour une défaite 0-3 à l'extérieur. Pendant la saison 1997-1998, il ne joue qu'un seul match. Le 16 septembre 1999, il marque son premier but sous les couleurs de Kartalspor contre Kasımpaşa, pour une victoire 3-0 à domicile.
Le 16 septembre 1999, à l'âge de 18 ans, il signe son premier contrat professionnel avec le club de Kartalspor.
Le 10 juillet 2001, à l'âge de 20 ans, il signe pour le club de Göztepe A.Ş. équipe de Première Division Turque. Le 18 août 2001, il joue pour la première fois en Première Division Turque avec Göztepe A.Ş. contre Diyarbakırspor, pour une victoire 2-1 à l'extérieur. Le 3 mai 2002, à l'âge de 21 ans, il marque pour la première fois avec Göztepe A.Ş. en Première Division Turque contre Trabzonspor, pour une victoire 4-2 à domicile. À la fin de la saison 2001-2002, son équipe termine à la 7e place de la Première Division Turque.
Le 1er juillet 2002, à l'âge de 21 ans, il signe pour le club de Denizlispor, équipe de Première Division Turque qui participe à la Coupe de l'UEFA pendant la saison 2002-2003. Le 11 août 2002, il joue son premier match sous les couleurs de Denizlispor contre Gaziantepspor, pour un match nul 1-1 à l'extérieur. Le 19 septembre 2002, il joue pour la première fois en Coupe de l'UEFA contre le club du FC Lorient, pour une victoire 2-0 à domicile. Le 28 septembre 2002, il marque son premier but sous les couleurs de Denizlispor contre Adanaspor A.Ş., pour une victoire 2-0 à domicile. 
Lors de la saison 2002-2003, l'équipe de Denizlispor atteint les huitièmes de finale de la Coupe de l'UEFA pour sa première participation dans une coupe européenne en éliminant au premier tour le FC Lorient (2-0 et 1-3), au deuxième tour le Sparta Prague (0-1 et 2-0), au troisième tour l'Olympique lyonnais (0-0 et 1-0), avant de se faire éliminer finalement en huitième de finale contre le futur vainqueur de la Coupe de l'UEFA, le FC Porto (6-1 et 2-2). À la fin de la saison 2002-2003, l'équipe de Denizlispor termine à la 10e place en Première Division turque. Après avoir réalisé une superbe saison, il est convoité par les 3 grands clubs d'Istanbul.
Le 1er septembre 2003, à l'âge de 22 ans, c'est finalement le club de Fenerbahce SK qui réalise le transfert. Le 27 septembre 2003, il joue son premier match sous les couleurs de Fenerbahce SK contre Gençlerbirliği SK, pour une victoire 1-0 à domicile. À la fin de la saison 2003-2004, son équipe est sacrée championne de Turquie mais il n'aura pas joué beaucoup de match. En 2004-2005 son équipe est de nouveau championne de Turquie, mais il ne réalise pas une grosse saison, il est surtout critiqué par la presse turque est les supporters de Fenerbahce SK. En 2005-2006, Fenerbahce SK termine à la 2e place derrière le grand rival, Galatasaray SK.
Le 31 août 2006, à l'âge de 25 ans, il signe pour le club de Sivasspor, équipe de Première Division turque. Le 10 septembre 2006, il joue son premier match sous les couleurs de Sivasspor contre Konyaspor, pour une défaite 2-0 à l'extérieur. Le 11 février 2007, il marque son premier but sous les couleurs de Sivasspor contre Sakaryaspor A.Ş., pour une victoire 3-1 à l'extérieur. À la fin de la saison 2006-2007, Sivasspor termine à la 7e place de la Première Division turque, où il réalise une superbe saison et se voit de nouveau appelé en sélection turque.
Le 27 juin 2007, à l'âge de 26 ans, il signe pour le grand club d'Istanbul, le Galatasaray SK. Le 12 août 2007, il joue son premier match sous les couleurs de Galatasaray SK contre Çaykur Rizespor, pour une victoire 4-0 à domicile. Le 4 novembre 2007, il marque son premier but pour Galatasaray SK contre Gaziantepspor, pour un match nul 1-1 à l'extérieur. À la fin de la saison 2007-2008, Galatasaray SK est sacré  champion de Turquie, et Servet Çetin réalise pour sa part la meilleure performance de sa carrière. Il est en effet élu meilleur joueur de l'année par la presse et par les supporters de Galatasaray.
Lors du mercato d'été 2009, alors qu'il ne lui reste plus que quelques détails pour finaliser son transfert vers Marseille pour 10 millions d'euros, l'Olympique de Marseille arrête les négociations à la suite du départ de son président, Pape Diouf. Il revient donc à Galatasaray SK qui voit l'arrivée de Frank Rijkaard à sa tête. Çetin commence cette saison 2009-2010 avec un nouveau partenaire à ses côtés, Gökhan Zan qui devient rapidement son coéquipier en sélection. Mais Gökhan Zan est victime d'une grave blessure et une nouvelle charnière est formée au sein du club stambouliote avec Servet Çetin et l'Australien Lucas Neill, nouvelle recrue.
Le 23 janvier 2011, Çetin marque l'histoire du club de Galatasaray en inscrivant le premier but du club face à Sivasspor (1-0) dans son nouveau stade, la Türk Telekom Arena, inauguré deux semaines plus tôt.
Le 1er juillet 2012, Servet est transféré au club d'Eskisehirspor pour une durée de 2 ans.
En 2014, Servet est transféré au club de Mersin İdman Yurdu pour une durée d'un an.

### Carrière internationale
Servet Çetin joue les sélections turques des -17 ans, -18 ans, -21 ans, Turquie A', et finalement avec la Turquie A.
Le 11 mars 1998, il reçoit sa première sélection avec la Turquie -17 ans contre la Roumanie -17 ans, pour une victoire 3-0 à domicile.
Le 22 septembre 1998, il reçoit sa première sélection avec la Turquie -18 ans contre la Macédoine -18 ans, pour une victoire 3-1 à l'extérieur.
Le 13 février 2002, il reçoit sa première sélection avec la Turquie espoirs contre le Danemark espoirs, pour un match nul 0-0 à domicile.
Le 15 mars 2006, il reçoit sa première sélection avec la Turquie A' contre l'Écosse A', pour une victoire 3-2 à l'extérieur.
Le 30 avril 2003, il rentre à la 83e minute du match pour remplacer Alpay Özalan, il reçoit ainsi sa première sélection avec la Turquie contre la Tchéquie. Le match se solde par une lourde défaite 4-0 à l'extérieur.
Pour les éliminatoires de l'Euro 2008 il est titulaire lors de 11 des 12 matches. Le 8 septembre 2007, il marque son premier but sous le maillot de la Turquie contre Malte, pour un match nul 2-2 à l'extérieur.
Il est sélectionné pour l'Euro 2008. Lors du premier match contre le Portugal il est l'un des meilleurs joueurs sur le terrain et en plus en étant blessé.
Il compte à ce jour 43 sélections pour 3 buts.

## Palmarès
- Championnat de Turquie : 2004 et 2005 avec Fenerbahçe, 2008 et 2012  avec Galatasaray
- Coupe des confédérations : 3e en 2003 avec l'équipe de Turquie
- Demi-finaliste de l'Euro 2008 avec l'équipe de Turquie
- Élu meilleur joueur du Championnat de Turquie lors de la saison 2007 - 2008